# Jean Poulain (1884-1967)
Pour l'homme politique, voir Jean Poulain
Pour les articles homonymes, voir Poulain (homonymie).
Jean Poulain, né en 1884 au Katanga (ancien Congo belge) et mort en 1967 en Belgique, est un dessinateur animalier belge.

## Biographie
En 1904, il quitte sa famille pour explorer le territoire du Congo belge.
En 1912, il part à la découverte du continent africain, alternant visites de pays d'Afrique et retours dans sa famille au Katanga. Au cours de ses voyages, il rencontre sa future femme, fille d'un exploitant de mines de cuivre qu'il épouse en 1917.
À partir de 1920, il développe son art pour la peinture et surtout pour le dessin animalier. Il parcourt avec sa femme plusieurs pays d'Afrique, rencontre des tribus et des clans secrets, ne dévoilant pas leur localisation afin de les préserver de la civilisation. Dans les années 1930, après ces expéditions, il réalise des dessins plus aboutis à partir de ses croquis, carnets d'esquisses et photographies.
En 1967 il décède sans laisser d'héritier.

## Préservation de son œuvre
À la suite de l'instabilité pendant la période de l'indépendance du Congo Belge et en raison du décès de son mari, son épouse rassemblera une grosse partie de son œuvre et rentrera en Europe. Elle meurt en 1973 en Belgique.
Pendant près de 30 ans, les œuvres de Jean Poulain resteront dans l'oubli. C'est un petit-neveu qui en héritera mais sans y accorder de l'importance. Depuis 2002,  Jean Poulain a été reconnu sur le marché de l'art et de l'antiquité, en tant qu'artiste animalier et africaniste.

## Œuvre
- Lionne et son petit, 1926[5]
- Panthère, 1937[5]
- Egocere noir, 1938[5]
- Éléphant dans la brousse , 1939[5]
- Femme du Katanga en buste , 1943[5]